# Andrea Tessa
Andrea Marisa Victoria Tessa Vergara (Santiago, 1 de enero de 1961) es una cantante, letrista musical y animadora de televisión chilena. Debutó en el Festival Internacional de la Canción de Viña del Mar con 18 años de edad.

## Biografía

### Vida familiar y estudios
Su padre fue Patricio Tessa Marchant y su madre es la cantante de ópera Victoria Vergara. Estudió en la Scuola Italiana de Santiago y, después, siguió pedagogía en inglés en la Universidad Católica. Desde niña tuvo interés por todo lo relacionado con las artes.

### Vida artística
Su primera aparición como cantante fue en 1975, con 14 años de edad, en el programa Campeonato estudiantil de Canal 13. Pero fue en 1979, en el Festival Internacional de la Canción de Viña del Mar, donde se dio a conocer de forma profesional al competir con la canción Decir te quiero de la autora Scottie Scott. Obtuvo el premio a la mejor intérprete.
Realizó una carrera en televisión, siendo la conducción del programa Más música de Canal 13, entre 1984 y 1992, lo más recordado. Este trabajo la hizo presentar videoclips y entrevistar a los artistas del momento. 
También incursionó en la actuación en 1989 como parte de la teleserie Bravo del mismo canal.
En 1992 animó el programa Luz verde, que contó con una sola temporada.
Su primer trabajo discográfico fue Páginas en 1996, de corte pop y producido por Juan Carlos Duque. El segundo álbum, Equipaje clandestino, apareció en 2002, seis años después.
A nivel internacional, Andrea Tessa se ha presentado en escenarios como el Festival de San Remo, en Italia, y en una gala en Mónaco con el Príncipe Alberto como anfitrión.
En 2012 editó el disco Jazzy!, donde adaptó al jazz temas como You Don’t Know de Ray Charles, You Can Leave Your Hat On de Joe Cocker y Holding Back The Years de Simply Red.

### Últimos años
En 2019 regresó a la televisión como conductora de REC TV, una señal de cable dedicada a la programación del recuerdo de Canal 13.
En 2020 editó el disco Nostalgica, con once temas del cancionero italiano, siendo Oggi sono io el sencillo promocional.
En noviembre de 2021 se integró a la segunda temporada de The Covers, tributo a las estrellas en Mega.
En 2021-2022 es parte de los conductores de la serie "Crucero: Un viaje con otros ojos", del Canal 13C.

## Discografía
- 1995 Páginas
- 2002 Equipaje clandestino
- 2006 Tribute
- 2008 Leaving Home
- 2012 Jazzy!
- 2020 Nostalgica

## Adaptaciones de canciones al español
- C.H.I. for Africa - “We Are the World” / “Somos el mundo”
- Juan Antonio Labra - «Tú eres mi amor» («Got to be there»)